# VBZ Be 4/6 (Tram 2000)
Tram 2000 ist der Name eines Tramtyps der von den Verkehrsbetrieben Zürich (VBZ) betriebenen Strassenbahn Zürich mit den Bauartenbezeichnungen Be 4/6, Be 2/4 und Be 4/8, von dem zwischen 1976 und 1992 zusammen 171 Exemplare gebaut wurden.
Neben dem Grundtyp – zweiteiligen Gelenkmotorwagen Be 4/6 – umfasst die Fahrzeugfamilie als weitere Typen motorisierte Anhängewagen, in Form zweiteiliger Gelenkwagen Be 4/6 und einteiliger Be 2/4, sowie durch Umbau entstandene, teilweise niederflurige, dreiteilige Doppelgelenkmotorwagen Be 4/8.

## Geschichte

### Beschaffung, Technik
Das Tram 2000 wurde zur Modernisierung des Wagenparks des Zürcher Trambetriebs als Nachfolger der Be 4/6 «Mirage» entwickelt, um die als «Schweizer Standardwagen» bekannten Nachkriegsfahrzeuge zu ersetzen. Verantwortlich für die Entwicklung des Tram 2000 waren die langjährigen Hoflieferanten der VBZ, für den wagenbaulichen Teil die Schweizerische Wagons- und Aufzügefabrik Schlieren (SWS) und für den elektrischen Teil die Aktiengesellschaft Brown, Boveri & Cie. (BBC), welche 1967 die Maschinenfabrik Oerlikon (MFO) vollständig übernommen hatte. Im Gegensatz zur Mirage, einer Entwicklung der Schweizerischen Industrie-Gesellschaft (SIG), ging die SWS beim Tram 2000 konstruktiv zurück zum Prototyp-Sechsacher Be 6/6 1802 von 1960, einem zweiteiligen Gelenkwagen mit nur einem Gelenk, das auf einem Jakobsdrehgestell ruht. Technisch wegweisend war das Tram 2000 als erster «All-Electric-Car» im schweizerischen Tramfahrzeugbau, bei dem auf pneumatische Systeme verzichtet wurde.
Mitte 1974 bestellten die VBZ zunächst 45 sechsachsige Motorwagen Be 4/6 (2001–2045) mit Führerstand, sowie 15 motorisierte Anhänger Be 4/6 (2301–2315) ohne Führerstand, die zwischen April 1976 und Dezember 1978 geliefert wurden. Diese erhielten Gleichstrommotoren mit reduzierter Aussenabmessung vom BBC-Typ 4 ELG 2052 c à 139 kW Leistung, der Traktionsstromrichter besteht jeweils aus einem Gleichstromsteller («Chopper»), der mit Frequenzthyristoren und Dioden arbeitet. Die Drehgestelle der ersten Serie lieferte Schindler Waggon Pratteln (SWP), ein Schwesterunternehmen der SWS.
Nach einem Investitionsstopp wurden 1983 weitere 53 sechsachsige Motorwagen Be 4/6 (2046–2098) und 20 vierachsige, motorisierte Anhänger Be 2/4 (2401–2420) bestellt; letztere erhielten als Grossraumwagen einen einteiligen Wagenkasten, analog zu den Wagen für die Forchbahn, allerdings nur ein Triebdrehgestell. Für diese Wagen etablierte sich im Betrieb der Spitzname «Pony». Aufgrund der Schliessung der SWS zugunsten der SWP, wurden die Fahrzeuge der zweiten Serie in Pratteln gebaut und von August 1985 bis Oktober 1987 bei den VBZ in Betrieb gesetzt. Die Fahrzeuge erhielten stärkere Gleichstrommotoren vom BBC-Typ 4 ELO 2052 K à 154 kW Leistung, der Traktionsstromrichter besteht wiederum aus jeweils einem Gleichstromsteller, der allerdings mit rückwärtsleitenden Thyristoren arbeitet. Diese Baugruppen sind zwischen den Serien 1 und 2 dennoch freizügig austauschbar, ebenso wie die baugleichen Drehgestelle der zweiten Serie, welche nun SIG lieferte.
Für die dritte Serie sollte unter Beibehaltung des wagenbaulichen Teils der Übergang zum Drehstromantrieb bewerkstelligt werden. Die mittlerweile zu ABB Verkehrssysteme umfirmierte BBC konnte als Versuchsfahrzeug 1988 den revisionsfälligen Be 4/6 2016 im Rahmen seiner grossen Revision (R2.0) bei den VBZ mit Drehstromantrieb ausrüsten; bis 1991 war das Fahrzeug in dieser Form unterwegs. Die gewonnenen Erkenntnisse, wie auch die Erfahrungen mit den ABe 4/4 der Rhätischen Bahn (RhB) flossen in die dritte Serie Tram 2000, wie auch in diverse Umrichterfahrzeuge von Schweizer Gleichstrombahnen ein.
Die 1988 bestellten 23 sechsachsigen Motorwagen Be 4/6 (2099–2121) und 15 vierachsigen, motorisierten Anhänger Be 2/4 (2421–2435) wurden von 1991 bis 1992 an die VBZ geliefert und in der Zentralwerkstätte anhand der fertiggestellten Baumuster 2099 und 2421 endmontiert und zwischen April 1992 und Januar 1993 in Betrieb gesetzt. Die Fahrzeuge erhielten Drehstrom-Asynchronmotoren vom ABB-Typ 6 ELA 4045 à 157 kW Leistung, als Traktionsstromrichter dient jeweils ein GTO-Umrichter, der als Direktwechselrichter ohne Gleichstromsteller arbeitet. Damit realisiert wurde die Möglichkeit der Netzrückspeisung beim elektrischen Bremsen, wogegen die ersten beiden Serien nur elektrische Widerstandsbremsen besitzen. Die Drehgestelle wurden erneut in baugleicher Ausführung von SIG geliefert.
Trotz Unterschieden sind alle drei Serien untereinander kompatibel und können in Vielfachsteuerung als Doppeltraktion verkehren. Alle 171 Fahrzeuge besassen an Bug und Heck halbautomatische Kupplungen des Typs «GFT» der damaligen Georg Fischer AG. Die Vielfachsteuerung funktionierte über die 60-poligen Elektrokupplungsaufsätze von Sécheron, die bei Motorwagen mit Führerstand an der Bug- und Heckkupplung, bei führerstandslosen Motorwagen hingegen nur an der Bugkupplung vorhanden war. Für Manöverfahrten verfügen alle Wagen über einen Hilfsführerstand im Heck, die führerstandslosen Wagen zusätzlich über einen im Bug.

### Umbau zur «Sänfte»
Obwohl noch Nachkriegsfahrzeuge in Betrieb standen, wurde auf die Bestellung einer vierten Serie zugunsten eines Fahrzeugs in Niederflurtechnik verzichtet. Die ab 1987 in Genf respektive ab 1989 in Bern eingesetzten Mittelflurfahrzeuge mit Kleinrädern waren nicht für die Steigungen geeignet, wie sie im Zürcher Netz vorkommen. Zwischen 1993 und 1995 wurde der Versuchsträger «Munico» getestet, der aus dem Berner Gelenkwagenprototyp Be 4/4 401 «Muni» von 1966 bestand, welcher durch ein vollniederfluriges Neubaumittelteil mit «Cobra»-Fahrwerk von SIG ergänzt worden war. Das daraus abgeleitete Niederflurtram Be 5/6 «Cobra» wurde Ende 1996 bestellt und sollte ab 1999 in den Versuchsbetrieb gehen.
Nachdem sich Verzögerungen beim Bau der Cobra 1999 bestätigten, entschieden die VBZ, einen Prototyp für ein teilniederfluriges Tram-2000-Mittelteil durch die Zentralwerkstätte (ZW) konstruieren zu lassen. Konzeptionell orientierte man sich an den ab 1987 von SWP gebauten «Sänften» der Baselland Transport AG (BLT), bei welchen das Laufdrehgestell mit Gelenkkonstruktion dupliziert und dazwischen ein dritter Wagenkasten eingefügt wird. Dieser basiert konstruktiv auf einem Nachbau des Tram-2000-Wagenkastens aus Stahlprofilen, mit denselben Abmessungen im Bezug auf Fenster- und Türbreiten, einschliesslich des Hochflurbereichs über dem Drehgestell; auf eine austauschbare Segmentverschalung wurde hingegen verzichtet.
Als Erprobungsträger zur «Sänfte» wurde der Motorwagen Be 4/6 2113 modifiziert, der als Be 4/8 2113 im Juni 2001 von der ZW freigegeben wurde. Im Juli während des dreitägigen «Züri Fäschts» wurde das Fahrzeug zusammen mit der im Mai eingetroffenen Cobra 3001 der Öffentlichkeit präsentiert. Das Bundesamt für Verkehr (BAV) erteilte dem Fahrzeug schliesslich die Betriebszulassung am 23. August 2001. Im Herbst 2002 bewilligten der Stadtrat und der Verkehrsrat des Kantons die Nachrüstung der weiteren 22 Motorwagen der dritten Serie mit Niederflurmittelteil, aufgrund der anzunehmenden Restlebensdauer von 30 Jahren. Die Herstellung der 22 Wagenkasten wurde nach Ausschreibung an Winpro vergeben, der Nachbau von 25 Laufdrehgestellen (samt Reserve) an Alstom Schienenfahrzeuge, als Nachfolgeunternehmen von SIG. Der Umbau erfolgte durch die ZW in der Regel im Rahmen einer etwas vorgezogenen grossen Revision (R2.0); die Wiederinbetriebnahme der Be 4/8 erfolgte zwischen Mai 2004 und November 2005, vor Auslieferung der ersten Serien-Cobra.

### Einsatzgeschichte
Ursprünglicher Unterhaltsstandort der ersten Serie war das Depot Oerlikon, wodurch die Fahrzeuge anfänglich auf den Linien 11 und 14 in Doppeltraktion eingesetzt wurden. Mit der zweiten Serie wurde das Depot Kalkbreite zweiter Unterhaltsstandort und setzte die Fahrzeuge auf der Linie 3 als sogenannten «Ponyzug» und auf der Linie 8 als Alleinfahrer ein; das Depot Oerlikon erhielt weitere Fahrzeuge, die fortan auch auf der Linie 15 als Alleinfahrer eingesetzt wurden. Als dritter Unterhaltsstandort erhielt das Depot Irchel Fahrzeuge der dritten Serie, die auf der Linie 9 als «Ponyzug» eingesetzt wurden.

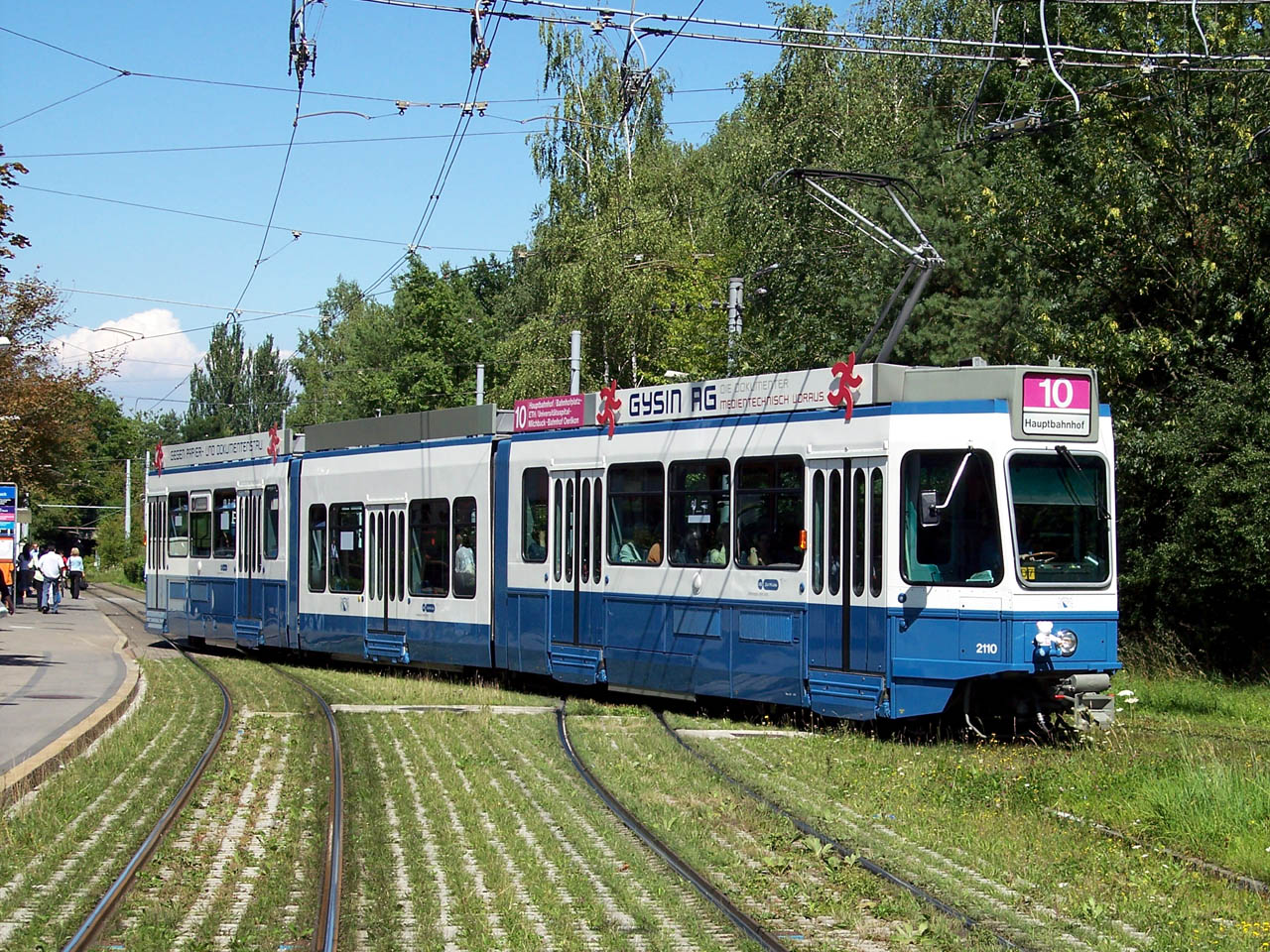
Be 4/8 «Sänfte», im August 2005 auf der Linie 10

Mit Abschluss des Umbaus der 23 Fahrzeuge mit Führerstand der dritten Serie zu Sänften, wurden diese primär auf den Linien 6 und 10, sowie sonntags auf der Linie 5 eingesetzt; als erste Linien boten diese ab 2005 einen Niederflureinstieg auf allen Kursen. Zur Kompensation musste die Linie 8 allerdings alle Tram 2000 für die Bildung gemischter Ponyzüge abgeben.
Mit Inbetriebnahme der Cobra-Niederflurtrams, deren Serienversion zwischen 2006 und 2010 an die VBZ geliefert wurde, wurde der artreine Betrieb aufgegeben, um auf den Hauptlinien rund die Hälfte der Fahrten mit Niederflureinstieg anbieten zu können. Die Cobra auf der Linie 9 erlaubten, die Linie 4 bis Ende 2007 auf den gemischten Betrieb mit Ponyzügen umzustellen. Auf der Linie 11 ermöglichten die Cobra ab Mitte 2008 die Umstellung der Linie 7 auf gemischten Betrieb mit Tram 2000 in Doppeltraktion.
Im Dezember 2008 wurde die Linie 10 über die Glattalbahn-Infrastruktur verlängert und auf artreinen Betrieb mit Cobra umgestellt, womit deren Sänften frei und von den Depots Kalkbreite und Irchel bedarfsweise eingesetzt wurden; im Dezember 2009 wurden der neuen, kurzlebigen Zusatzlinie 4E fest Sänften zugeteilt. Im Laufe des Jahres 2009 wurde die Linie 13 auf den gemischten Betrieb mit Tram 2000 in Doppeltraktion umgestellt, gefolgt von der Linie 2 bis im zweiten Quartal 2010. Mit der vollständigen Abstellung der Mirage im zweiten Halbjahr 2010 erhielt schliesslich auch die Linie 8 wieder Tram 2000 als Alleinfahrer.

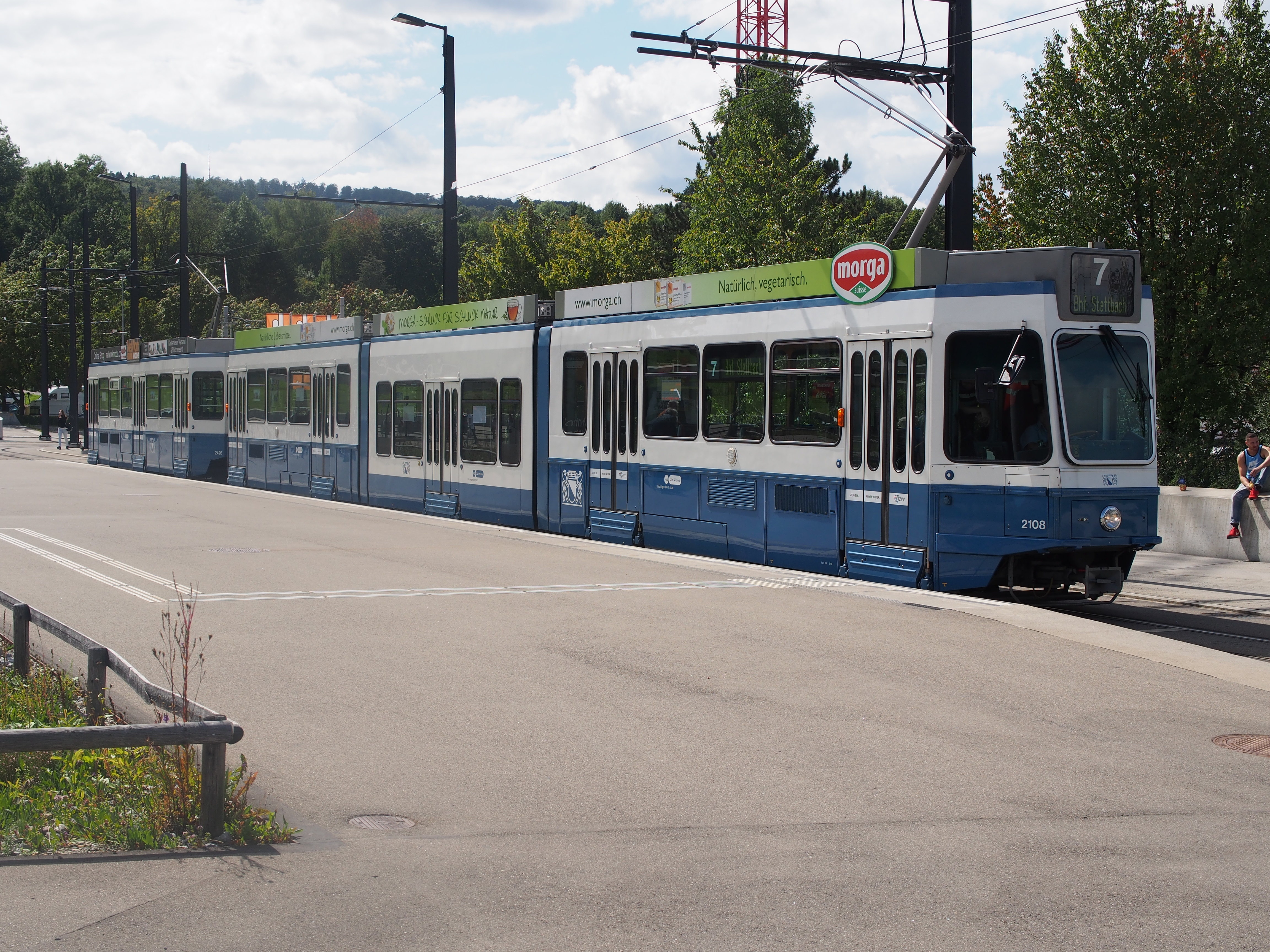
Be 4/8 «Sänfte» mit Be 2/4 «Pony»

Nach Probefahrten mit einer aus Sänfte und Pony formierten Langkomposition ergab sich infrastrukturseitig der kleinste Anpassungsaufwand entlang der Linie 7. Zusätzlich wurden die Bugkupplungen der Sänften und die Heckkupplungen der Pony durch Notkupplungen für Abschleppstangen ersetzt, um rund ein Meter Zuglänge einzusparen. Nach genannten Anpassungen wurden die «Sänfte-Ponyzüge» ab Sommer 2010 auf der Linie 7 eingesetzt.
Mit Eröffnung des Tram Zürich West im Dezember 2011 endete der Betrieb der Linie 4E, deren Sänften an die neue Linie 17 gingen und im Mischbetrieb mit Ponyzügen eingesetzt wurden. Die Passagierzahlen auf der Linie 13 stiegen nach Eröffnung des «Uetlihof 2» der Credit Suisse stark, worauf ab Dezember 2013 die Linie 17 zu Hauptverkehrszeiten entlang der Linie 13 bis Albisgütli verlängert wurde. Da keine weiteren Niederflurfahrzeuge zur Verfügung standen, wurden bisherige Reservezüge der Depots Kalkbreite und Oerlikon eingesetzt, wodurch auch Tram 2000 in Doppeltraktion zum Einsatz kamen.
Zur Eröffnung des Tram Hardbrücke, über welches die Linie 8 im Dezember 2017 verlängert wurde, musste weiter auf Betriebsreserven zurückgegriffen werden; die Linie 8 wechselte den Unterhaltsstandort ins Depot Irchel, wo sämtliche Sänften zusammengezogen und damit von der Linie 17 abgezogen wurden. Gleichzeitig wurde die Linie 15 verkürzt und der verkürzte Ast von der Linie 8 übernommen, womit weitere Fahrzeuge eingespart werden konnten. Mit der Umstellung der Linie 6 auf den artreinen Betrieb mit Cobra verkehrte die Linie 8 fortan grundsätzlich mit Sänften. Auch die Linie 7, welche ausschliesslich nur mit Sänfte+Pony-Kompositionen bestückt war, musste etwa die Hälfte der insgesamt 13 Kurse auf Hochflur umgestellt werden. Hierbei musste Depot Oerlikon einige Fahrzeuge der Serie I ins Depot Irchel überführen, gleichzeitig musste das Depot Kalkbreite einige Fahrzeuge der Serie I ins Depot Oerlikon überführen.
Aufgrund massiver Fahrzeugengpässe wurden per 25. November 2019 unbefristet diverse Überbrückungsmassnahmen eingeführt: die Linie 17 wurde aufgehoben und ihre Stammstrecke von der Linie 6 übernommen, die wieder im Mischbetrieb mit Cobra und einigen Ponyzügen fuhr; die Linie 10 übernahm den zu Hauptverkehrszeiten betriebenen Ast der Linie 17 respektive der Linie 6; die Linie 8 erhielt wieder zur Hälfte Tram 2000 als Alleinfahrer, während die Linie 12 von der Linie 10 isoliert wurde und drei Sänften erhielt. Schliesslich wurden wie schon zuvor gelegentlich praktiziert, fehlende Cobra auf der Linie 9 verstärkt durch Sänften ersetzt.
Im Dezember 2020 wurden die Sänften von der Linie 12 wieder abgezogen. Im dritten Quartal 2021 wurde auf der Linie 8 wieder auf den artreinen Betrieb mit Sänften gewechselt. Im Dezember 2021 konnten die Überbrückungsmassnahmen schliesslich wieder aufgehoben werden.
Mit der Schliessung des Depot Hard ab Januar/Februar 2021 wurde das System der Fahrzeugzuteilungen komplett überarbeitet; seither gibt es für jedes Fahrzeug keinen festen Standort mehr – jedes Fahrzeug kann dort unterhalten werden, wo es aktuell stationiert ist (Ausnahme Depot Wollishofen). Die Fahrzeuge wurden mit Ausnahme der Linien 6, 10 und 12 quasi auf allen Linien zugeteilt. Um Platzknappheit zu vermeiden, wurde seither der Standort Zentralwerkstätte zu einem Depot umgenutzt und die Fahrzeuge der Linien 2, 3 und 4 konnten dort abgestellt werden.
Seit Januar 2023 fahren auf der Linie 7 auch Cobras, dies aufgrund der fortschreitenden Ausmusterung der Tram 2000. Mit der Wiederinbetriebnahme der Linie 15 per 7. Mai 2023 wechselte der Unterhaltsstandort der Linie 15 von Depot Oerlikon ins Depot Irchel. Seither fahren auf der Linie 15 Sänften (durch Abgabe von den Linien 7 und 8), teilweise auch Solo Tram 2000 (durch Abgabe von den Linien 5, 7 und 9), parallel fahren seither öfters Cobras auf der Linie 8. Seit Ende März 2024 fahren auf der Linie 7 teilweise auch Flexitys. Dadurch wurde ein Teil der «Sänfte-Ponyzüge» auf die Linie 2 verschoben. 

## Einsatz
Tram 2000 kommen im Fahrplanjahr 2025 in folgenden Kompositionen zum Einsatz:
- Be 4/6 (21 m): Linie 15, selten 8
- Be 4/6 + Be 4/6 (42 m): Linien 2, 4, 7, 11, 13, 14 und 17 (nur noch vereinzelte Kurse)
- Be 4/6 + Be 2/4 (37 m): Linien 3 (vereinzelte Kurse), 5 und 9, selten 4, 8 und 17
- Be 4/8 (28 m): Linie 8,15 selten 5, 6, 9 und Einsatzwagen
- Be 4/8 + Be 2/4 (45 m): Linie 2 und 7

Nur noch die Linie 15 wird an allen Tagen artrein mit Tram 2000 betrieben, die Linie 5 nur noch werktags, sonntags hingegen artrein mit Cobras. Auf den Linien 3, 8, 9 teilen sich die Tram 2000 die Leistungen mit den Cobra, auf den Linien 2, 4, 7, 11, 13, 14 und 17 zusätzlich mit Be 6/8 (Flexity), wobei auf den Linien 3, 4, 11, 14 und 17 nur noch vereinzelt Tram 2000 anzutreffen sind. Seit der Wiederinbetriebnahme der Linie 15 am 7. Mai 2023 verkehren neu auch Sänften, da seit der Einstellung vom 8. Oktober 2022 einige Tram 2000 der ersten und zweiten Serie ausser Betrieb genommen wurden. Seit März 2024 verkehren auf der Linie 2 auch Sänften mit Pony, da durch den Einsatz von Flexity auf der Linie 7 einige dieser Kompositionen frei geworden sind.

## Bestand

### Übersicht
| Fahrzeuge                 | Fahrzeuge     | Fahrzeuge  | Baujahr             | Stückzahl  | Stückzahl  | Ausrangiert | Bemerkungen                          |
| Hersteller                | Serie         | Nummern    | Baujahr             | total      | heute      | Ausrangiert | Bemerkungen                          |
| Motorwagen                | Motorwagen    | Motorwagen | Motorwagen          | Motorwagen | Motorwagen | Motorwagen  | Motorwagen                           |
| ------------------------- | ------------- | ---------- | ------------------- | ---------- | ---------- | ----------- | ------------------------------------ |
| SWS/BBC/SWP               | Be 4/6        | 2001–2045  | 1976–1978           | 45         | 0          | 2021–2024   | «Tram 2000» Serie 1                  |
| SWP/BBC/SIG               | Be 4/6        | 2046–2098  | 1985–1987           | 53         | 27         | 2021–       | «Tram 2000» Serie 2                  |
| SWP/ABB/SIG .../Winpro    | Be 4/6 Be 4/8 | 2099–2121  | 1991–1992 2004–2005 | 23         | 23         |             | «Tram 2000» Serie 3 «Sänfte» (Umbau) |
| Motorisierte Anhängewagen |               |            |                     |            |            |             |                                      |
| SWS/BBC/SWP               | Be 4/6        | 2301–2315  | 1978                | 15         | 0          | 2021–2023   | «Tram 2000» Serie 1                  |
| SWP/BBC/SIG               | Be 2/4        | 2401–2420  | 1985–1987           | 20         | 8          | 2022–       | «Tram 2000» Serie 2, «Pony»          |
| SWP/ABB/SIG               | Be 2/4        | 2421–2435  | 1992–1993           | 15         | 15         |             | «Tram 2000» Serie 3, «Pony»          |

### Unfälle
Summarisch sind Unfälle ab 2005 aufgeführt, die von der Unfalluntersuchungsstelle Bahnen und Schiffe (UUS) respektive Nachfolgebehörde Schweizerische Sicherheitsuntersuchungsstelle (SUST) dokumentiert wurden, sowie schwere Zwischenfälle mit Strassenfahrzeugen. Wo nicht anders vermerkt, wurden die beschädigten Fahrzeuge jeweils von der Zentralwerkstätte der VBZ wieder instand gesetzt.
Am 14. Juli 2005 fuhr eine Doppeltraktion der Linie 11, bestehend aus den Wagen 2030 und 2034, an der Haltestelle Kronenstrasse stadtauswärts auf eine Doppeltraktion der Linie 14 auf, bestehend aus den 2011 und 2309. Bei der Kollision wurden insbesondere das Heck vom Wagen 2309 und die Front des Wagens 2030 schwer beschädigt.
Am 23. November 2007 kollidierte eine Doppeltraktion der Linie 7, bestehend aus den Wagen 2049 und 2079, auf der Gleiskreuzung vor dem Schwamendinger Tunnel frontal, mit der aus dem Tunnel ausfahrenden Cobra 3017 auf der Linie 9. Beim Wagen 2049 wurde die Front schwer beschädigt und drückte den Führerstand der Cobra in den Fahrgastraum.
Am 10. Januar 2008 kollidierte der Wagen 2060 frühmorgens aus dem Depot Oerlikon auf der Linie 15 ausfahrend, vor der Haltestelle Radiostudio mit einem Lastwagenanhänger und entgleiste. Durch die Kollision wurden der Führerstand und der vordere Wagenkasten schwer beschädigt und der Tramführer eingeklemmt. Nach rund 18 Monaten Abstellung im Areal der Zentralwerkstätte, mehrheitlich unter einer Schutzblache, wurde schliesslich von einer Instandsetzung abgesehen und das Fahrzeug am 1. Juli 2009 der Verwertung zugeführt.
Am 4. April 2008 fuhr der Wagen 2014 morgens aus dem Depot Hard auf der Linie 15 aus, wo er an der Haltestelle Dammweg auf eine Mirage-Doppeltraktion der Linie 13 auffuhr, die aus den Wagen 1684 und 1643 bestand. Durch die Frontalkollision wurden das Heck und die Gelenkkonstruktion des Wagens 1643 schwer, die Front des Wagens 2014 mittelschwer beschädigt. Während die Mirage 1643 aufgrund des Kollisionsschadens dem Abbruch zugeführt wurde, wurde der Wagen 2014 wieder instand gesetzt.
Am 6. Juli 2013 während des Züri Fäscht kollidierte durch eine fehlgestellte Weiche am Bahnhofquai eine Doppeltraktion der Linie 13, bestehend aus den Wagen 2071 und 2041, mit der linken Seite der Cobra 3088 auf der Linie 11. Durch die Kollision wurde beim Wagen 2071 insbesondere die Front schwer beschädigt.
Am 22. Januar 2021 kollidierte ein Fahrzeug der Militärpolizei auf der Ueberlandstrasse in Dübendorf mit der Sänfte 2099. Dabei wurde der vordere Stromrichterblock im Unterboden des Fahrzeugs beschädigt.
Am 23. Juni 2021 fuhr eine Doppeltraktion der Linie 11 in der Wendeschleife Rehalp auf den erst wenige Wochen im Einsatz stehende Flexity 4009 auf. Bei der Kollision wurden das Heck des Wagens 4009 mittelschwer und die Front des Wagens 2058 leicht beschädigt; letzterer wurde im Areal der Zentralwerkstätte hinterstellt.
Aufgrund einer Eigenkollision beim Milchbuck am 27. Januar 2022 wurden die Cobra 3073 und die Sänfte-Pony-Komposition 2114+2422 beschädigt abgestellt. Während der mehrwöchigen Reparatur des Mittelkastens der Sänfte 2114 waren die Endwagenkasten im Aussenareal der ZW abgestellt. Per Ende Juni 2022 kam 2114 wieder zurück im Einsatz.
Am 9. Mai 2022 gab es im Depot Kalkbreite ein Rangierunfall zwischen 2051 und der Komposition 2052+2405, wobei alle drei beschädigt wurden, insbesondere 2051 und 2405, da 2051 in den Heck von 2405 hineingeprallt war. Durch den Aufprall von 2051 an 2405, prallte noch 2405 ins Heck von 2052 und beschädigte dessen Hinterblech und Kupplung. Während 2052 mehrere Wochen abgestellt war, mit anschliessender Reparatur, kam er Ende Juni wieder im Einsatz. 2051 war bis etwa Mitte Juni im Depot Kalkbreite abgestellt, bis es in die ZW für die Ausschlachtung überführt wurde. 2405 war etwa drei Monate lang im Depot Kalkbreite abgestellt, bis es schlussendlich im August zur Verwertung überführt wurde.
Bei der Kreuzung Badener-/Zypressenstrasse gab es am 23. Mai 2022 eine seitliche Kollision zwischen 2033 und einem Trolleybus der Linie 72. 2033 wurde danach für mehrere Wochen abgestellt und im August 2022 der Verwertung zugeführt.
An der Weinbergstrasse gab es am 24. Mai 2022 eine seitliche Kollision zwischen einem Lastwagen und der Komposition 2062+2003, wobei beide minimal beschädigt wurden. Während 2062 repariert wurde und nach ca. zwei Tagen zurück in den Einsatz kam, habe man den 2003 für mehrere Wochen neben dem Depot Irchel abgestellt und im Juli 2022 verschrottet.

### Ausrangierungen
Als erstes Fahrzeug aus der Tram-2000-Familie der VBZ wurde der Wagen 2060 unfallbedingt im Januar 2008 abgestellt; nach dem Entscheid, auf die Wiederinstandsetzung zu verzichten, wurden am 1. Juli 2009 beide Wagenkasten dem Abbruch zugeführt.
Die systematische Ausmusterung der Tram 2000 der ersten Serie wurde 2011 inhärent mit der Ausschreibung der zu beschaffenden, neuen Tramgeneration, auf den Zeitpunkt nach deren erfolgreicher Inverkehrsetzung festgelegt. Als im Herbst 2013 das «Flexity Zürich» die Ausschreibung für sich entschied, wurde von zwei bis drei Jahren bis zu deren Inverkehrsetzung ausgegangen, womit die Tram 2000-I nach je fünf Revisionen und rund 40 Betriebsjahren ab 2016 aus dem Dienst geschieden wären. Politische und juristische Auseinandersetzungen führten zu einer rund dreijährigen Verzögerung und der Notwendigkeit eine sechste Revision an rund 40 von 60 Wagen durchzuführen; mit der Vertragsunterzeichnung im März 2017 wurde auch die Ausmusterung der zweiten Serie beschlossen.
Mit rund einem Dutzend Flexity in Betrieb wurden am 25. September 2020 unter dem Projekttitel «Ausmusterung Tram 2000» auf der öffentlichen Beschaffungsplattform simap.ch erforderliche Arbeiten ausgeschrieben. Diese umfassen die Schadstoffsanierung und Entsorgung von 97 auszumusternden Fahrzeugen sowie die Schadstoffsanierung und Wiederaufbereitung von 35 Fahrzeugen, deren Weitergabe ins ukrainische Vinnitsa mit dem Staatssekretariat für Wirtschaft (SECO) vereinbart wurde. Vertragsgegenstand ist die Abholung der Fahrzeuge im ZW-Areal und die Durchführung der Arbeiten beim Unternehmer, mit Laufzeit vom 1. Juni 2021 bis Ende 2025. Der Zuschlag wurde am 17. März 2021 publiziert, aus drei Angeboten konnte sich die Zürcher Niederlassung der ERNE decon AG durchsetzen; die Arbeiten werden bei der Loacker Swiss Recycling AG in Birmensdorf durchgeführt.
Nachdem der Wagen 2058 aufgrund einer Kollision am 23. Juni 2021 einen leichten Schaden an der Front erlitt, wurde er im ZW-Areal abgestellt. Seit Mitte 2021 werden die Fahrzeuge zustandsbedingt abgestellt und gemäss vertraglicher Vereinbarung an ERNE decon zur Schadstoffsanierung und Verwertung übergeben. Als erste Fahrzeuge wurden die Wagen 2004 und 2006 am 31. August 2021 abgebrochen. Wagen 2012 und 2303 wurden am 23. September verschrottet; die Wagen 2306 und 2309 folgten am 22. Oktober 2021, die Wagen 2013 und 2311 am 18. November 2021, sowie die Wagen 2036 und 2310 am 6. Dezember 2021. Ausser Betrieb genommen wurde zudem der Wagen 2304 im November und der Wagen 2038 im Dezember 2021. Am 12. Januar 2022 wurden die Wagen 2038 und 2308 verschrottet, gefolgt von den 2304 und 2312 am 22. Februar, 2008 und 2305 am 1. März sowie 2307 am 28. April, zusammen mit dem ehemaligen Impftram 2043 und 2408.
Aufgrund der Eigenkollision im Depot Kalkbreite am 9. Mai 2022 wurde 2051 am 21. Juli 2022 – zusammen mit 2003 nach der Kollision vom 24. Mai 2022 – verschrottet, sowie 2405 und 2033 (Nach Unfall vom 23. Mai 2022) am 24. August 2022.
Mit Unterbruch der Lieferketten nach Ankunft des Flexity 4025 im März 2022 und dem faktischen Produktionsstopp, wurde auch die Kadenz der Abtransporte reduziert.
Am 5. Dezember 2022 ist Wagen 2018 verschrottet worden sowie die Blinden Kühe 2313 und 2314.
Am 17. Dezember 2022 ereignete sich ein Überschlag durch die Limmattalbahn bei der Komposition 2048+2010 auf der Linie 2 zwischen der Strecke Farbhof und Schlieren, Geissweid. Infolgedessen musste die Komposition abgeschleppt werden. 2010 erlitt dabei ein Brandschaden, während 2048 verschont blieb. Aufgrund vom Ausmass des Brandschadens wurde 2010 (mit der Blinden Kuh 2315) am 26. Januar 2023 der Verschrottung übergeben.
Wegen abgelaufener Revision wurden die beiden Anhänger 2414 und 2415 am 3. Februar 2023 verschrottet.
Per Februar 2023 waren nur noch die zwei verbliebenen Blinden Kühe 2301 und 2302 übrig, da sie mit einer Fahrgastzähleinrichtung ausgerüstet waren. Bis Ende Februar 2023 war der 2302 im Einsatz, während der 2301 noch bis am 5. April 2023 im Einsatz war. Am 12. April 2023 wurden damit die beiden letzten Blinde Kühe 2301 und 2302 verschrottet, seither sind keine mehr im Bestand der VBZ.
Am 3. Mai 2023 wurden der 2022 und 2037 nach Birmensdorf abtransportiert und am 4. Mai 2023 offiziell verschrottet.
Per Juni 2023 fahren die übrig gebliebenen Fahrzeuge der ersten Serie nur noch als geführte Triebwagen.
2009 wurde am 13. Dezember 2023 dem Abbruch zugeführt.
2029 wurde im Januar 2024 nach einer Kollision ausgemustert.
Im Juni 2024 wurde 2039 ausgemustert und im Juli abgebrochen. 
Als letzter Wagen der Serie 1 wurde 2028 am 16. August 2024 ausgemustert und am 12. September zusammen mit 2029 und 2404 verschrottet.
Abgesehen vom 2005, der aktuell als Fahrschultram eingesetzt wird und als Museumswagen vorgesehen ist, befinden sich nun keine Fahrzeuge der Serie 1 mehr im Bestand der VBZ. 

### Sonderdienste

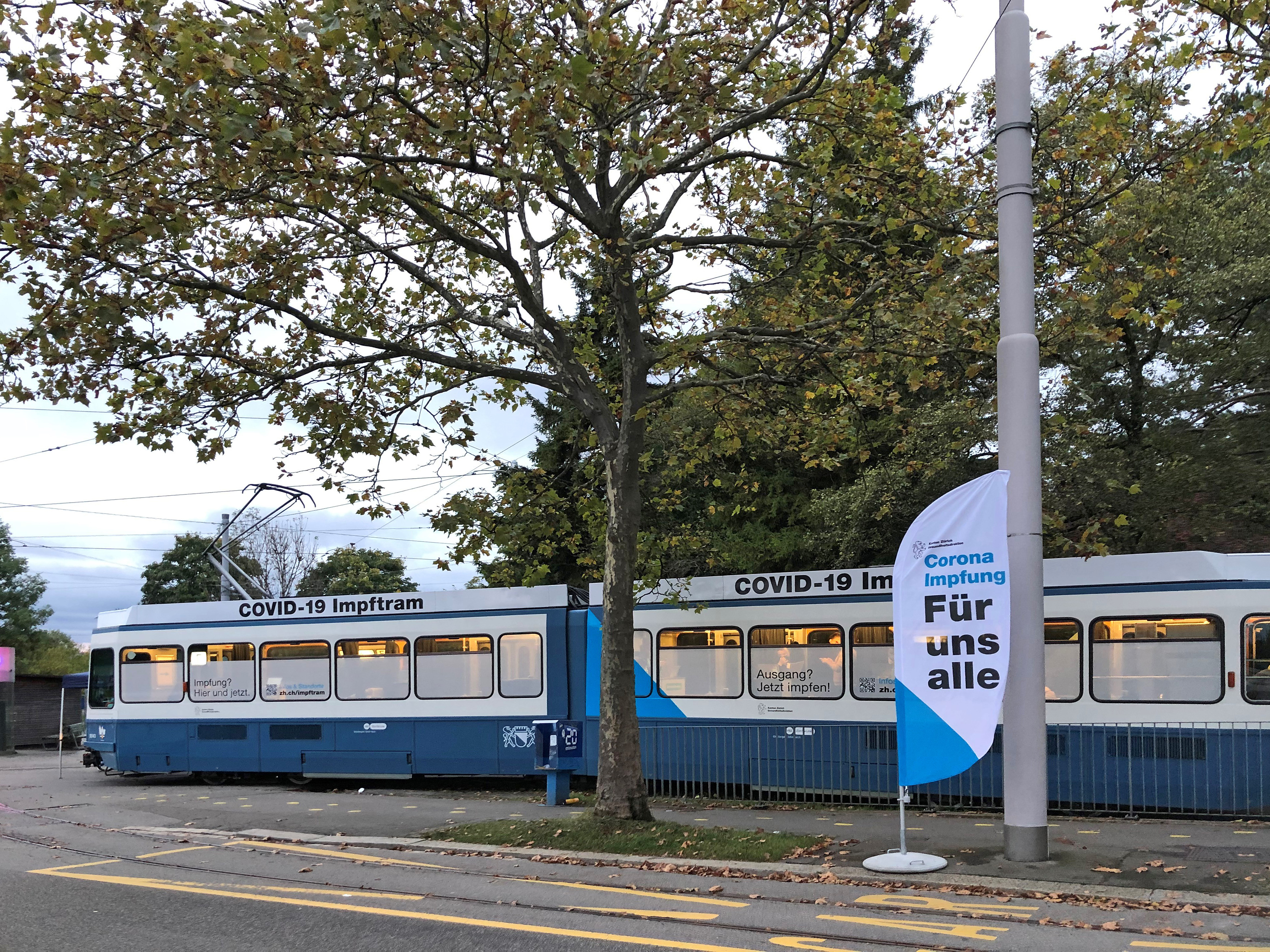
Impftram 2043+2408 an der Haltestelle «Zoo»

Aus dem Linienbetrieb genommen wurde die Komposition 2043 und 2408, die ab dem 15. September 2021 ausschliesslich als «Impftram» unterwegs war. Da nach dem Einsatz keine Rückkehr in den Linienbetrieb geplant war, wurde die Komposition nach ihrem letzten Einsatz am 31. März 2022 abgestellt und am 28. April 2022 verschrottet.
Ebenfalls aus dem Linienbetrieb genommen wurde der Wagen 2005, der seit Ende Oktober 2021 als Fahrschultram unterwegs und dem Depotkomplex Kalkbreite zugeteilt ist. Das Tram-Museum Zürich soll je ein Tram 2000 der ersten Serie und zweiten Serie erhalten.
Seit Anfang Juli 2022 dient der 2058 als ein sogenanntes „Versuchstram“.
Im Januar 2023 ist Wagen 2089 aus dem Linienbetrieb genommen worden und ist seither als Fahrschultram unterwegs.

### Vinnitsa
Mit der Ausserbetriebnahme von 2011, 2040, 2041 und 2042 im Oktober 2022 begann man ab November mit der Vorbereitung für Vinnitsa, indem bei allen Fahrzeugen die Schadstoffe saniert werden mussten. Ab Ende November 2022 wurden die Wagen 2016, 2030 und 2087 ausser Betrieb genommen, im Dezember 2022 2049 und 2088. Ab Mitte Januar 2023 wurden die Wagen 2016, 2030, 2040, 2041 und 2049 für ein Zwischenlager nach Dielsdorf abtransportiert. Ab Februar 2023 kamen der 2042, 2087 und 2088 dazu. Am 16. und 17. März 2023 wurden sechs Tram 2000-Wagen aus Dielsdorf nach Niederhasli zum Containerterminal abtransportiert und auf Güterzüge verladen, zwei Wagen kamen jedoch direkt aus Zürich nach Niederhasli, nämlich die Wagen 2011 und 2044, somit ergab sich schlussendlich die erste Ladung aus den Wagen 2011, 2016, 2030, 2042, 2044, 2049, 2087 und 2088. Am 20. März 2023 begann damit der zwei-wöchige Transport in Richtung Vinnitsa. Bis zur slowakisch-ukrainischen Grenze ging es mit dem Güterzug, danach per Tieflader nach Vinnitsa. Am 1. April 2023 erreichte damit der Wagen 2011 als erstes die Stadt Vinnitsa.
Am 21. April 2023 begann man schon mit dem zweiten Verlad für Vinnitsa, bestehend aus den Wagen 2002, 2014, 2015, 2040, 2041, 2045, 2046 und 2090. Per 24. April 2023 ging es damit los in Richtung Vinnitsa.
Seit dem 6. Juli sind nun die ersten Tram 2000 in Vinnitsa im Liniendienst.

## Quartierwappen
Mit Beschaffung des «Tram 2000» wurden die städtischen Quartiervereine angefragt, ob sie Interesse an einem «Quartiertram» hätten, das gegen eine finanzielle Mitbeteiligung mit Wappen und Infotafel zum Quartier ausgestattet würde. Für die Wagen 2001–2012 und 2037–2045 konnten 20 der 25 Quartiervereine gewonnen werden; im Laufe der Jahre kam es dabei zu punktuellen Änderungen. Der Wagen 2043 weilte 1978 an der Verkehrsausstellung in Nancy und trug das Wappen der französischen Stadt; ersetzt wurde es später mit dem Wappen Rennweg, das auf dem Wagen 2039 gelöscht wurde. Der Wagen 2001 erhielt nachträglich für mehrere Jahre das Logo der Street Parade, das Wappen Höngg wechselte hierfür zum Wagen 2004, dessen Wappen Hirslanden wiederum auf den Wagen 2030 wechselte. Die Quartiervereine Albisrieden (Wagen 2021), Aussersihl-Hard (Wagen 2070) und Schwamendingen (erst Wagen 2051, dann 2080) konnte sich erst später zur Finanzierung eines Quartiertrams durchringen. Die tramlosen Quartiervereine Affoltern und Leimbach verzichteten auf ein Quartiertram, ebenso wie der kleine Quartierverein Grünau; der tramlose Quartierverein Witikon leistete sich hingegen ein eigenes Quartiertram. Die ursprünglichen Infotafeln zu den Quartieren wurden mittlerweile entfernt.
| Wagen – Quartier | Wagen – Quartier | Wagen – Quartier |
| 2001 – (Street Parade) 2002 – Seebach 2003 – Unterstrass 2004 – Höngg 2005 – Industriequartier 2006 – Fluntern 2007 – Enge 2008 – Friesenberg | 2009 – Triemli 2010 – Wipkingen 2011 – Oerlikon 2012 – Wiedikon 2021 – Albisrieden 2030 – Hirslanden 2037 – Oberstrass 2038 – Witikon | 2040 – Rechts der Limmat 2041 – Hottingen 2042 – Altstetten 2043 – Rennweg 2044 – Wollishofen 2045 – Riesbach 2070 – Aussersihl-Hard 2080 – Schwamendingen |

## Verwandte Fahrzeuge
Der Typ Be 8/8 der Forchbahn wurde parallel mit dem Tram 2000 der VBZ entwickelt und besteht im Grundaufbau als Zweirichtungsfahrzeug mit beidseitigen Türen, aus gelenklosen, vierachsigen, 2400 mm breiten Wagen mit je einem Führerstand. Sechs Fahrzeuge wurden zwischen 1976 und 1986 als fest gekuppelte Doppeltriebwagen Be 8/8 (21/22–31/32) gebaut, zu denen vier vierachsige Steuerwagen Bt (201–204) geliefert wurden. Analog zur dritten Serie der VBZ wurden 1994 acht vierachsige Triebwagen Be 4/4 (51–58) in Umrichtertechnik mit Drehstrom-Asynchronmotoren geliefert, die mindestens paarweise als Doppeltraktion und maximal in Vierertraktion verkehren.
Stärker auf der zweiten Serie der VBZ basieren die zwischen 1987 und 1988 an den Regionalverkehr Bern–Solothurn gelieferten Be 4/8 (81–89) für den Betrieb auf der Bahnstrecke Bern–Worb Dorf, dem sogenannten Muritram. Die Fahrzeuge wurden als achtachsige, dreiteilige Zweirichtungsfahrzeuge abgeliefert und zwischen 2009 und 2010 um einen niederflurigen Wagenkasten zu zehnachsigen Be 4/10 verlängert.
Die 1981 und 1988 gelieferten Wagen der Strassenbahn Neuenburg basieren auf den Fahrzeugen der Forchbahn, besitzen allerdings eine Druckluftausrüstung. Da die Triebwagen Be 4/4 (501–506) als Alleinfahrer konzipiert wurden, verfügen sie über beidseitige Führerstände, die Steuerwagen Bt (551–554) über einen.

## Galerie

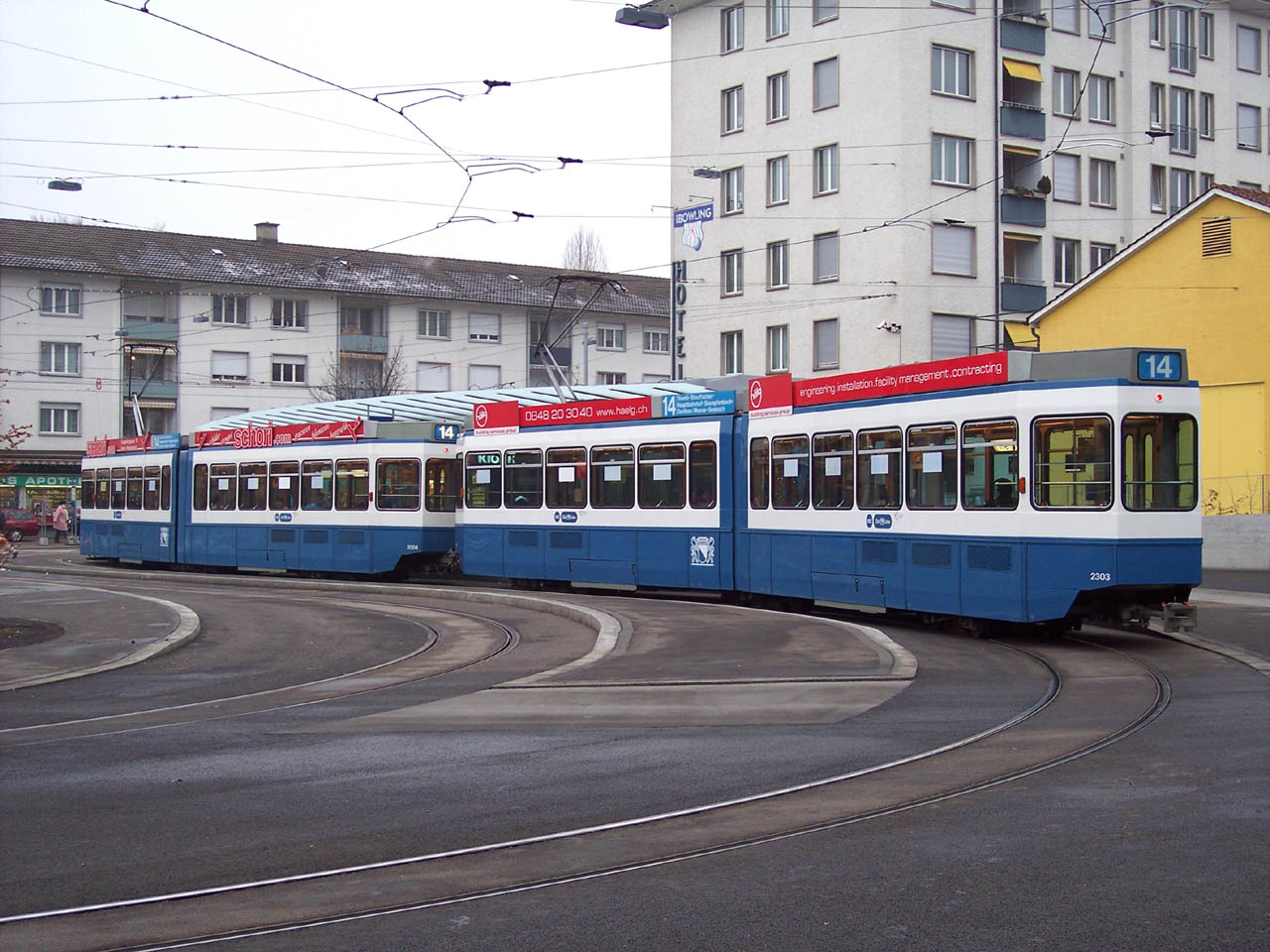
Heckansicht eines führerstandslosen Be 4/6
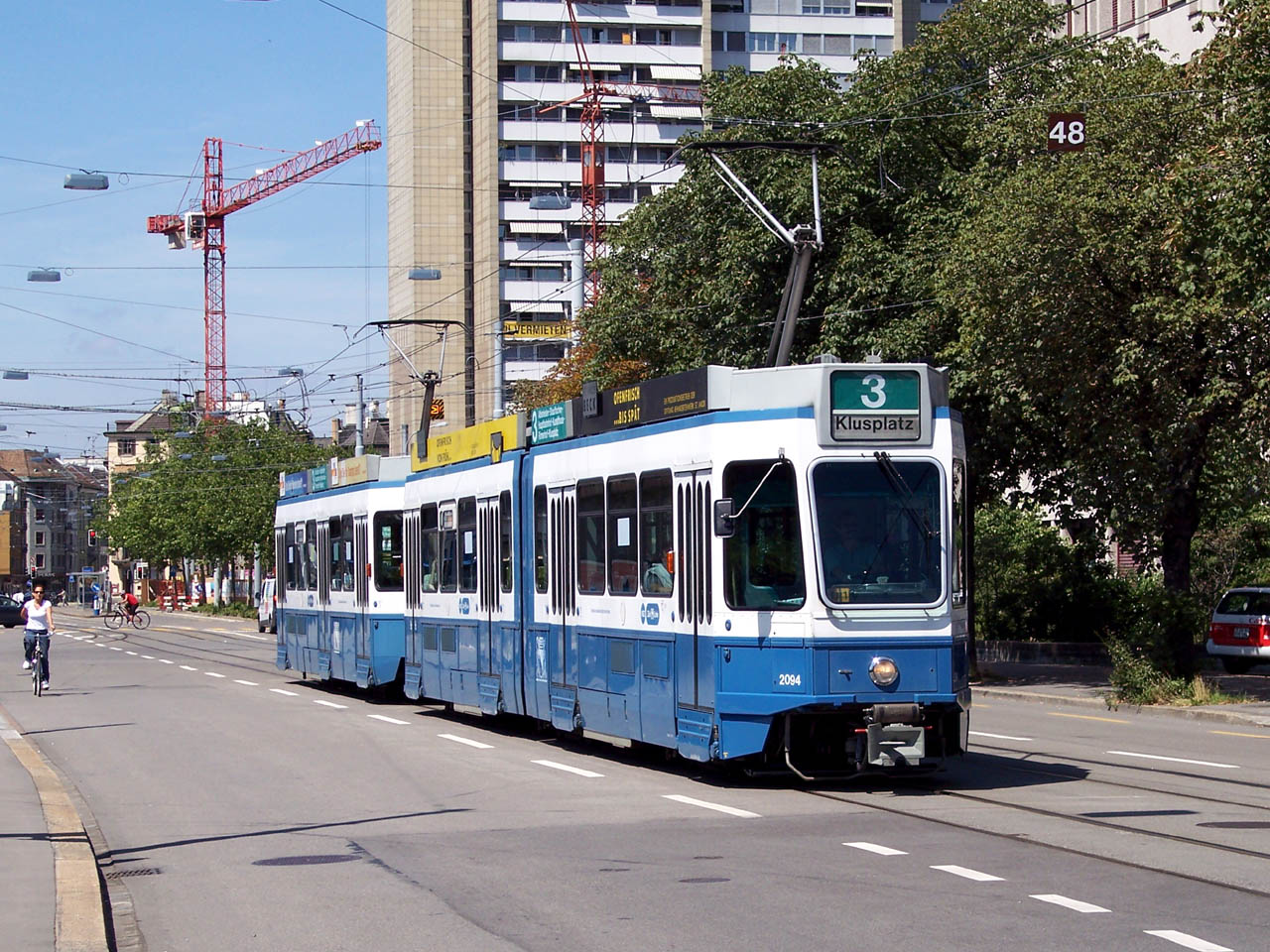
Komposition («Ponyzug») aus Be 4/6 und Be 2/4
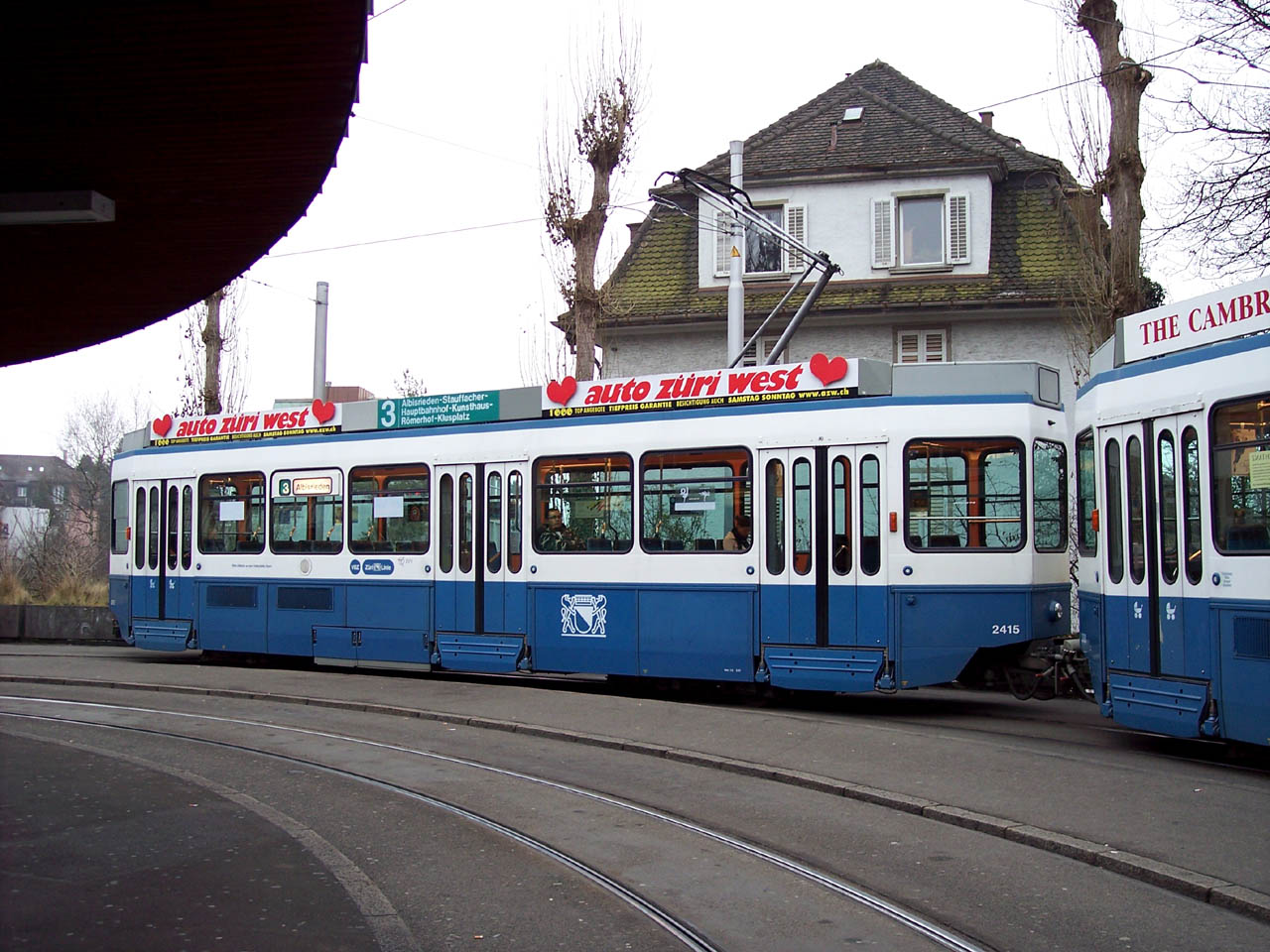
Be 2/4 «Pony»
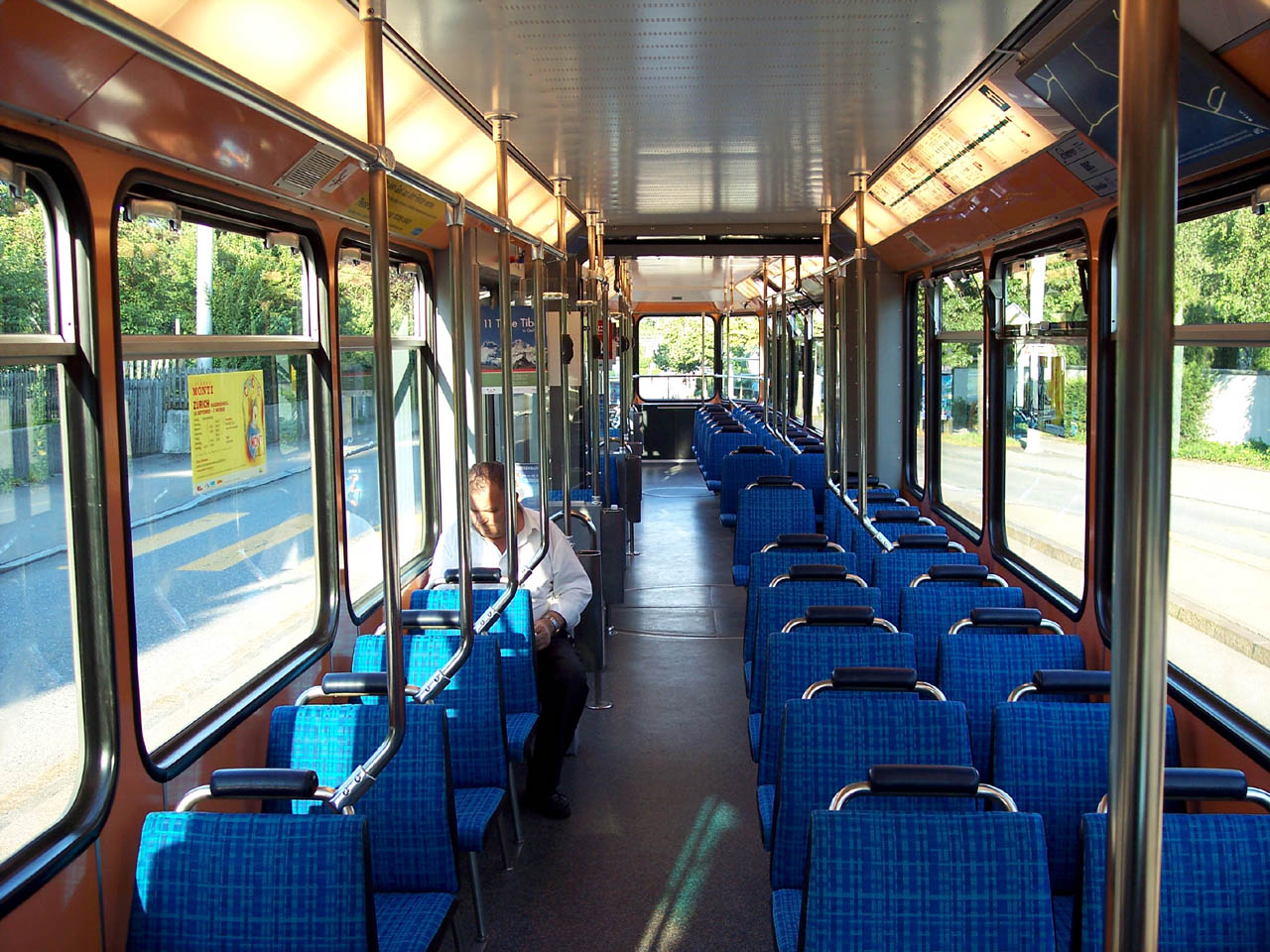
Innenansicht eines Be 4/6 der ersten Serie